# Ramphotyphlops conradi
Espèce
Synonymes
- Typhlops conradi Peters, 1875

Statut de conservation UICN

 DD  : Données insuffisantes
Ramphotyphlops conradi est une espèce de serpents de la famille des Typhlopidae.

## Répartition
Cette espèce est endémique de Sulawesi en Indonésie.

## Étymologie
Cette espèce est nommée en l'honneur du capitaine Conrad.

## Publication originale
- Peters, 1875 "1874" : Über neue Reptilien (Peropus, Agama, Euprepes, Lygosoma, Typhlops, Heterolepis) der herpetologischen Sammlung des Berliner zoologischen Museums. Monatsberichte der Königlichen Preussischen Akademie der Wissenschaften zu Berlin, vol. 1874, p. 159-164 (texte intégral).